# Telmatobufo venustus
El sapito hermoso (Telmatobufo venustus) es una especie de anfibio anuro en la familia Calyptocephalellidae.
Habita en Chile. Es un ejemplo de taxón lázaro, pues no se encontró entre 1899 y 1999. Sus hábitats naturales son los bosques templados y los ríos. Tiene un tamaño de 60 mm, en sus protuberancias contiene un color café oscuro con puntos rojos, amarillos o anaranjados.Está amenazada por la pérdida de su hábitat.